# Берберска обала
Израз Берберска обала, Барбарија или Берберија (енг. Barbery Coast / Barbary; шп. costa berberisca / Berbería; фр. Côte des Barbaresques) се у европским језицима од 16. до почетка 19. века користило за означавање приобалних предела северне Африке, тачније данашњих држава Марока, Алжира, Туниса и Либије. Обала се тако називала због ондашњих староседелаца, Бербера.

## Историја
Берберија није увек била јединствен политички ентитет. Од 16. века надаље, била је подељена на неколико политичких ентитета, наиме Алжирски регион, Тунис и Триполитанију (Триполи). Неки од важних владара и ситних велможа у периоду берберског гусарења били су алжирски паша или дахија, и туниски и триполитански бегови.
Прву војну операцију на копну од стране Сједињених Држава извели су амерички маринци и Америчка морнарица у бици код Дерне код Триполија, приморском граду који се данас налази у источној Либији, априла 1805. године. То је био део напора да се униште сви берберски гусари, да се ослободе отети амерички робови и окончају гусарење између зараћених племена берберских земаља, које су и саме биле државе Османског царства . Први стих Химне маринаца односи се на ову акцију: „Од Монтезуминих дворана до обала Триполија... " (From the halls of Montezuma to the shores of Tripoli...) То је био први пут да су амерички маринци учествовали у офанзивним акцијама ван Сједињених Држава.